# 根本良輔
根本 良輔（ねもと りょうすけ、1994年〈平成6年〉6月21日 - ）は、日本の会社経営者、政治活動家、元AV男優。元つばさの党幹事長。さくらフィナンシャルニュースのライターとして執筆活動もしている。東京都練馬区出身。内縁の妻は元政治家女子48党党員の斉藤ゆり。

## 来歴
東京都練馬区生まれ。芝浦工業大学を卒業後、東京大学大学院へ進学し（のち中退）、電気工学の研究に従事する。その後つばさの党の黒川敦彦代表の知遇を得て、IT会社経営の傍ら、政治活動に参加する。
2021年東京都議会議員選挙と同年の葛飾区議会議員選挙に出馬したが、落選した。区議会議員選挙においては、115票差での次点だった。選挙運動では、コロナワクチンの危険性に警鐘を鳴らし、AV産業への規制を訴え、医療政策として筋トレで免疫力を上げることなどを訴えた。立花孝志が反社と繋がっていると根拠なく街頭で以前話したことに対し、刑事告訴された。
2024年4月には衆議院東京15区補欠選挙に出馬し、消費税、相続税の減額、緊急事態条項反対を訴えるも最下位で落選。供託金300万円も没収という結果となった。つばさの党は法律上の政党要件を満たしておらず、あくまで「政治団体」であるため、選挙期間中は地上波メディアからは、日本保守党の飯山陽らと共に十把一絡げに「諸派」として扱われ、政治的な主張がメディアを通して報道される機会は限られた。一方、他陣営に対して大音量で音声を被せる、電話ボックスの屋根に乗る、他の候補者の選挙カーを長時間追い回すなどの「選挙妨害」に当たる可能性がある行為を繰り返し、これらの行為を行っている様子をインターネット上に投稿したことで、結局悪目立ちする形となった。この手法に対しては、主にツイッターにおいて賛否の物議を醸した。2013年にネット選挙が解禁され、10年がたち、他の候補者に身の危険を感じさせる程の過剰な行為や過激な発言など、強めの言葉を使って動画に撮って拡散させるスタイルや、ツイッターで、他の候補の住所情報を募って自宅前に押しかける住所特定の問題など、現在のインターネットにおける問題点も同時にあぶり出された。上記の行為が悪質性が高く、選挙の自由妨害を禁じた公職選挙法に抵触するとして、警視庁は5月13日、同団体の性質も考慮して機動隊も動員し、団体本部および根本と黒川の自宅を同法違反で家宅捜索した。また与党や野党を問わずに各党から被害届が出された。同年5月17日午前、根本は公職選挙法の自由妨害容疑で代表の黒川敦彦らとともに警視庁に逮捕された。
警察がこのような行き過ぎともとれる選挙運動に対し対応が難しい背景として以下のような解釈が提示されている。2019年の参院選で当時内閣総理大臣だった安倍晋三が札幌市内で演説中、選挙妨害として北海道警察に野次を阻止、会場から排除された聴衆の市民が「警察官に排除され、憲法が保障する表現の自由を侵害された」として北海道に対し訴訟を起こし、2023年6月に札幌高裁で「急を要する場合に関係者を避難させたり、制止したりできると定める警察官職務執行法の適用要件を満たしていない」とし、警察官の行為は違法だと認定した総理大臣演説での北海道警察野次排除訴訟があるとされる。
2024年6月7日、複数の政党の候補から被害の訴えがあり、悪質な方法で選挙運動を妨害したとして、公職選挙法違反の疑いで再逮捕された。同日、1回目の逮捕容疑について東京地検から公職選挙法違反の罪で起訴された。同月9日、公職選挙法違反の疑いで送検された。同月28日、参政党と立憲民主党の陣営に対し選挙カーを追尾しスピーカーで一方的な質問や罵声を浴びせるなどして妨害したとして再逮捕された。同日、東京地検から2回目の逮捕容疑について追起訴された。同年7月7日投開票の東京都知事選挙についても黒川と共に出馬の意向を示していたが、準備が難しいとの理由で取りやめ、党公認候補を黒川に一本化した。7月19日、3回目の逮捕容疑についてを追起訴された。
同年11月6日、保釈を認めず不当な長期勾留を続けるのは人質司法で憲法違反だとして、国に計2200万円の賠償を求め、黒川と共に東京地裁に提訴した。12月17日、東京地際は保釈を認める決定を出した。保釈保証金は1千万円。東京地検は同日、決定を不服として抗告を申し立てた。東京高裁は検察側の抗告を棄却し、18日に保釈された。
2025年7月28日、つばさの党を離党したことを発表した。動画を投稿し、「つばさの党に関わることで、自分や家族に危害が加えられる恐れが極めて高い」と語った。

## 人物
- 東京大学大学院工学研究科で半導体の研究に従事し、こののちIT企業を起業し経営する一方、週に5回ジムに通いボディビルや格闘技(クラヴ・マガ）で汗を流す肉体派でもある。語学力は日英のバイリンガルと自称する[35]。自らと同じく工学の研究職に従事し、起業経験を持つ黒川敦彦(大阪大学工学部卒で国立研究開発法人新エネルギー・産業技術総合開発機構研究員)[36]と出会い、黒川の掲げる理想と政治理念に共鳴し、「つばさの党」に参加し、幹事長に抜擢されている。
- 男は結婚したら家族(配偶者や子供)に対する責任を果たすべきという一家言を持ち、子供を守る法律を整備するように主張している。その観点から対立候補である乙武洋匡の不倫問題を厳しく追及したとしている[37]。
- 元AV男優としての自身の経験から業界の内情にも詳しく、AVの弊害を社会に対し告発している。AVに対する規制を強化するように主張している[38]。